# Тедори
Тедори или Тедорикава (яп. 手取川 тэдоригава) — река в Японии на острове Хонсю. Протекает по территории префектуры Исикава.
Исток реки находится под горой Хакусан (высотой 2702 м), на территории уезда Исикава. Тедори протекает через посёлок Цуруги, после чего течёт на запад по равнине Кага (加賀平野), житнице префектуры. Река впадает в Японское море у посёлка Микава.
Длина реки составляет 72 км, на территории её бассейна (809 км²) проживает около 330 тыс. человек. Согласно японской классификации, Тедори является рекой первого класса.
Около 92 % бассейна реки занимают горы.
Среднегодовая норма осадков в верховьях реки составляет около 3000 мм в год, а в низовьях около 2500 мм в год.
В XX веке крупнейшие наводнения происходили в 1934 и 1961 годах. Во время наводнения 1934 года погибло 97 и пропало без вести 15 человек, 172 домов было разрушено, в 1961 году было затоплено 57 домов.